# Hawwarin
Hawwarin (àrab: حوارين, Ḥuwwārīn o Ḥawwārīn) és un llogaret de Síria, entre Damasc i Palmira.
Correspon a una població antiga i és especialment famosa perquè el califa Yazid I va fixar la seva residència en aquest lloc i hi va morir i hi fou enterrat. Un edifici que es conserva encara s'anomena Kasr Yazid i serien les restes de la residència del califa.
Se sap que Yazid va fer a la zona algunes tasques per la irrigació amb un canal, tasques que no es van acabar.